# فلسفة اللغة
اللغة تميز الإنسان عن الحيوان بحكم أنها بنت الفكر. الإنسان يعي ما يقول بعكس الحيوانات ولو امتلكت أعضاء النطق. بالإضافة إلى أن اللغة والفكر يمكن اعتبارهما مرتبطين كوجهي القطعة النقدية لا يجوز فصلهما وخير مثال على ذلك هو أننا نفكر باللغة
نعوم تشومسكي أحد أبرز فلاسفة اللغة المعاصرين، ويعد مفكرا إنسانيا، حيث أن دراسة اللغة ترتبط بدراسة الفكر البشري فاللغة تفرض بشكل أو بآخر على الإنسان طريقة التفكير.
ترتكز فلسفة اللغة على دراسة التفكير البشري بناءً على الرموز اللغوية التي يستطيع العقل تشكيلها وتداولها.
لطالما كانت اللغة محط اهتمام الفلاسفة، غير أنها لم تصبح موضوعاً مركزياً في الفلسفة إلّا في القرن العشرين. لقد تكون اتفاق كبير على أن الوسيلة الفضلى لحل المشاكل في مختلف فروع الفلسفة إنما يتم عبر فحص اللغة التي صيغت بها هذه المشاكل. هذا الاهتمام الذي أبداه الفلاسفة المعاصرون باللغة وازدياد الاعتماد على تحليلها اصطُلح على تسميته بالتحول اللغوي.
هناك العديد من الأسباب التي زادت من أهمية اللغة في الفلسفة. أولاً، فبالرغم من صوغنا للمفاهيم والأفكار بلغات كثيرة ومختلفة، وفي بعض الأحيان صوغها بطرق أخرى غير اللغة، فإن الغالبية العظمى من الحالات ترتبط ارتباطاً وثيقاً باللغة. تُرى اللغة الآن على أنها مستودع ضخم من الأصناف (categories) والمفاهيم التي من دونها يصبح التفكير المحنك والمعمق مستحيلاً. يعود ذلك في الغالب لأن النظرة الشائعة القديمة بأن اللغة ما هي إلا أداة تعبير عن الفكر، لم تعد مقبولة بعد الآن. فلو أن الفلسفة عُرِّفت على أنها تحليل المفاهيم، لتبين أنها تستطيع فعل ذلك عن طريق التركيز على كيفية استخدام الكلمات المعبرة عن الأفكار. ثانياً، يعد سلوك استخدام اللغة من أكثر السلوكيات التي يظهرها الإنسان تعقيداً وبراعة، وبالتالي تمنحنا الكثير من المفاتيح ليس لمعرفة كيفية عمل العقل، بل وعن العقلانية، واتباع القواعد، وغيرها من المواضيع الفلسفية الأساسية. ثالثاً، علم اللغة، والذي يدعى باللسانيات، يقدم كماً من المواد للتفكر الفلسفي. هنا، وكما في فلسفة العقل، التحفيز يأتي من التطورات في العلم. في الحقيقة، في بعض الأحيان يصعب القول فيما إذا كان العمل الذي يخوض بشكل كبير في مجالات متعددة، يعد ضمن الفلسفة أم ضمن اللسانيات.
الدراسة الفلسفية للغة يمكن مقاربتها من عدة أوجه. أحد التصنيفات المفيدة للمقاربات يقسم دراسة اللغة إلى النحو (الإعراب)، الذي يدرس علاقة الرموز اللغوية مع بعضها وبنية الجملة؛ علم الدلالة، والذي يدرس علاقة الرموز اللغوية بالواقع؛ وعلم المقامية أو الذرائع، الذي يدرس العلاقة بين العلامات اللسانية ومستخدمها الإنسان. وأهم مفهوم في فلسفة اللغة هو مفهوم المعنى.